# エヴァーラスティング・ナイト
「エヴァーラスティング・ナイト」(Everlasting Night)は、ダニー・ミノーグの楽曲。
1999年のシドニー・ゲイ・アンド・レズビアン・マルディ・グラのオフィシャル・テーマソングとして発表され、シングルとしてもリリースされた。
元々は1995年頃に制作されていたが、収録予定だったアルバムとともにお蔵入りとなっていた。その後1995年のオリジナル・バージョンは2009年にリリースされたアルバム『The 1995 Sessions』に収録されている。

## トラックリスト
CDシングル
1. Everlasting Night (Radio Edit) - 4:11
2. Everlasting Night (Extended Mix) - 9:08
3. Everlasting Night (Trouser Enthusiasts' Burnt Angel Mix) - 9:58